# Käte Ahlmann

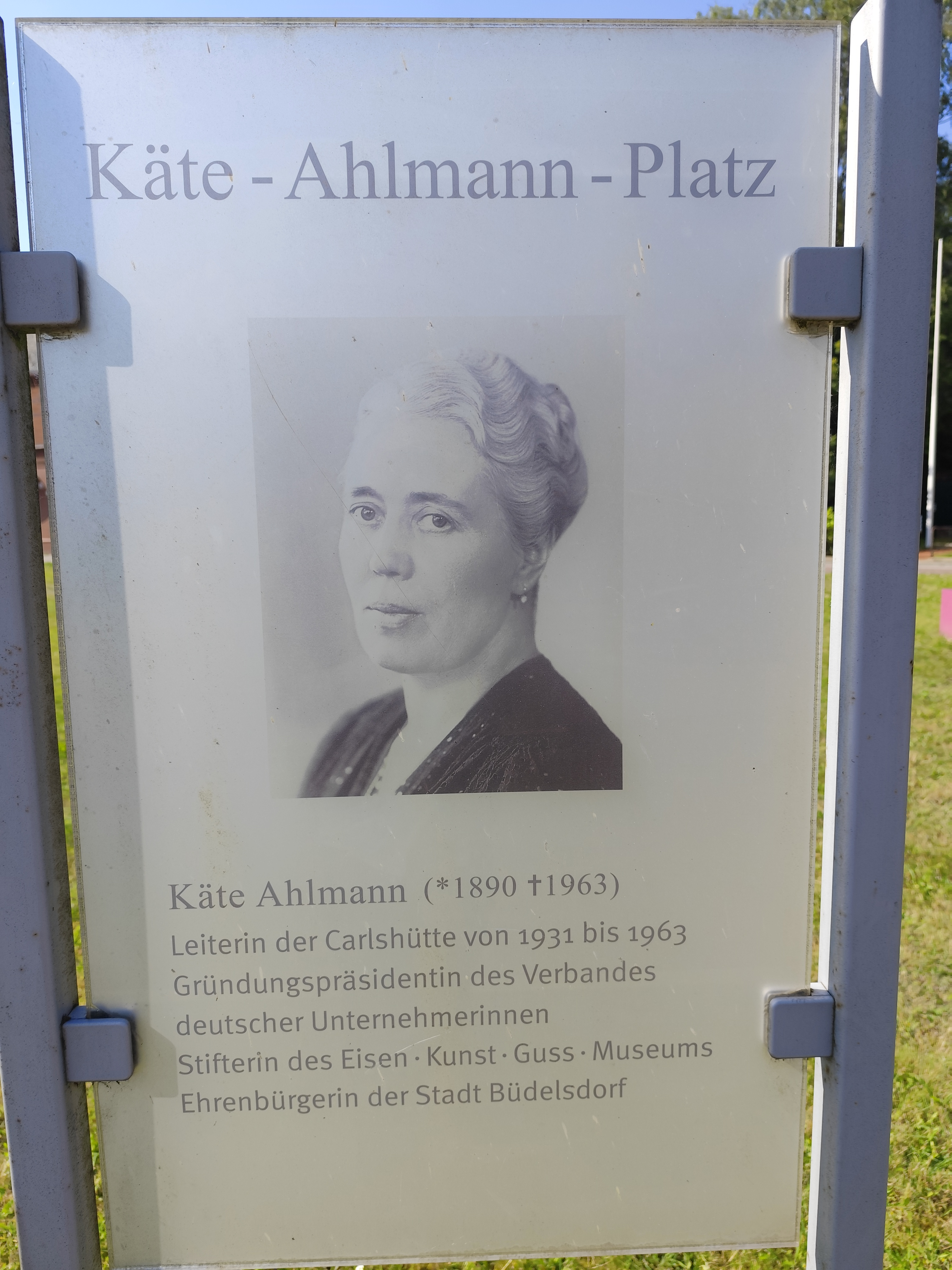
Infotafel am Käte-Ahlmann-Platz in Büdelsdorf

Katharina („Käte“) Aline Ahlmann, geborene Braun (* 5. Dezember 1890 in Andernach; † 15. Juni 1963 in Innsbruck) war eine deutsche Unternehmerin. Sie war die Leiterin des größten Stahlwerkes Norddeutschlands und maßgebliche Arbeitgeberin in Schleswig-Holstein.

## Leben
Käte Ahlmann war die Tochter des Kölner Senatspräsidenten Josef Braun und seiner Ehefrau. Sie machte nach ihrer Schulausbildung zunächst eine Gärtnerlehre. Am 27. Mai 1914 heiratete sie in Köln Julius Hans Ahlmann, den damaligen Prokuristen der Carlshütte in Büdelsdorf. Mit ihm hatte sie zwei Töchter und zwei Söhne, darunter Josef-Severin Ahlmann, Gründer und Gesellschafter der ACO Severin Ahlmann GmbH & Co. KG (ACO Gruppe). Eine ihrer Töchter starb mit sieben Jahren an einer Blinddarmentzündung. Nach dem Unfalltod ihres ältesten Sohnes Hans-Julius Ahlmann im Jahr 1951 teilte die Unternehmerin die Tochterunternehmen mit Ausnahme der Carlshütte und der Transatlanta Reederei unter ihren verbliebenen beiden Kindern auf. Ihre verwitwete Schwiegertochter Juliane Grün heiratete in zweiter Ehe Hans Jacob Jebsen.

## Wirken
Nach dem frühen Tod ihres Mannes 1931 übernahm sie, der Abmachung der Eheleute entsprechend, die Geschäftsführung der im Jahr 1827 gegründeten Carlshütte als Generalbevollmächtigte. Als Aufsichtsratsmitglied erhielt sie Unterstützung durch zwei langjährige Prokuristen der Carlshütte.
1937 wandelte Ahlmann – entgegen dem Rat ihres Schwagers Carl Wuppermann, damaliger Chef der Deutschen Bank in Düsseldorf – das Unternehmen in eine Kommanditgesellschaft um. Sie beantragte am 25. November 1937 die Aufnahme in die NSDAP und wurde rückwirkend zum 1. Mai desselben Jahres aufgenommen (Mitgliedsnummer 5.132.471). Ab 1941 firmierte die Hütte unter Ahlmann-Carlshütte K.G. Im Zweiten Weltkrieg beschäftigte die Hütte bis zu 3.500 Mitarbeiter, davon ca. 1.000 Zwangsarbeiterinnen. Diese, zumeist Frauen, waren mit der Fertigung von Aluminium-Tragflächen für die Kampfflugzeuge und Sprenggranaten beschäftigt. Für diese Frauen richtete Käte Ahlmann eine eigene Entbindungsstation ein.
Die nicht erfolgte Demontage der Maschinen nach Kriegsende war nicht zuletzt dem Schachzug des „Umzugs“ des Unternehmens nach Kanada zu verdanken, dort wurde die Firma ADANAC gegründet. Die Ahlmann-Carlshütte war zwischen Krieg und Frieden für drei Tage geschlossen und nahm die Arbeit mit rund 300 Angestellten wieder auf.
In den ersten Nachkriegsjahren forcierte die Unternehmerin die Produktpalette (Wiederaufnahme der Badewannenproduktion „CIMBRIA“) und ging auf Expansionskurs (Haus- und Küchengeräte). Vor dem Hintergrund der anhaltenden Diversifikation erfolgte eine Erweiterung der Geschäftsfelder um die Bereiche Maschinenbau, Herstellung von Keramik (1947) und Emaille (1948). Ferner kamen im Logistiksektor eine Spedition (1950) und eine Reederei (1951) hinzu.
Neben ihrer Tätigkeit als Unternehmerin engagierte sie sich in einer Vielzahl von wirtschaftlichen, sozialen und kulturpolitischen Gremien. Käte Ahlmann war die erste Frau im Vorstand der Arbeitsgemeinschaft Selbständiger Unternehmer. Ferner wirkte sie als Mitbegründerin des Studienkreises für Wirtschaft in Schleswig-Holstein sowie als Gründungsmitglied des VdU – Verbandes deutscher Unternehmerinnen, deren erste Präsidentin sie in den Jahren 1954 bis 1962 war. Von 1960 bis 1963 war sie Mitglied des Beirats der Friedrich-Naumann-Stiftung. Käte Ahlmann hatte eine geschulte Stimme. Es ist überliefert, dass sie beim Begräbnis ihrer Tochter sang.
Kurz vor ihrem Tod im Jahr 1963 gründete sie das Eisenkunstguss-Museum Büdelsdorf. Käte Ahlmann übergab die Kunstsammlung der Carlshütte an das Museum.
Nach dem Tod Käte Ahlmanns begannen familiäre Auseinandersetzungen über die Erbverteilung. Die Rezession im Hochbau, aber auch die Verknappung des Erdöls führten 1974 zur Insolvenz.

## Auszeichnungen
Ahlmann wurde 1960 mit dem Bundesverdienstkreuz ausgezeichnet und war seit 1961 Ehrenbürgerin ihrer Heimatstadt Büdelsdorf.